# Saúl Salcedo
Pour les articles homonymes, voir Salcedo.
Saúl Salcedo, né le 29 août 1997 à Capiatá au Paraguay, est un footballeur international paraguayen qui joue au poste de défenseur central aux Newell's Old Boys.

## Carrière

### Club Olimpia
Né à Capiatá au Paraguay, Saúl Salcedo commence le football avec le Club Olimpia, le plus grand club du pays, où il est formé et avec qui il débute en professionnel à seulement 17 ans en 2014.

### CA Huracán
Après plusieurs saisons passées au Club Olimpia, Saúl Salcedo quitte le pays et rejoint l'Argentine, s'engageant en faveur du CA Huracán le 14 juillet 2017. Il joue son premier match sous ses nouvelles couleurs le 27 août de la même année, en étant titularisé lors de la défaite contre le CA Independiente (3-1). Il s'impose rapidement comme un titulaire dans la défense d'Huracán.
Le 7 mars 2019 Salcedo joue son premier match de Copa Libertadores lors d'une rencontre face aux Brésiliens de Cruzeiro (défaite 0-1 de Huracán).

### Retour au Club Olimpia
En janvier 2021, Saúl Salcedo annonce son retour dans son club formateur, le Club Olimpia.
Le 4 mars 2022, Salcedo inscrit son premier but en Copa Libertadores, face aux Colombiens de l'Atlético Nacional. Titulaire, il marque le but égalisateur (1-1 score final).

### En équipe nationale
Saúl Salcedo honore sa première sélection avec l'équipe nationale du Paraguay le 10 septembre 2019, lors d'un match amical face à la Jordanie. Il est titulaire ce jour-là et son équipe s'impose sur le score de quatre buts à deux.